# شیرمحمد (پلدشت)
شیرمحمد، روستایی است از توابع بخش پلدشت و در شهرستان ماکو استان آذربایجان غربی ایران.

## جمعیت
این روستا در دهستان گچلرات غربی قرار داشته و بر اساس سرشماری سال ۱۳۸۵ جمعیت آن ۴۹نفر (۱۱ خانوار) 
بوده است.